# Adiantum cuneatiforme
Adiantum cuneatiforme är en kantbräkenväxtart som beskrevs av Carl Frederik Albert Christensen. Adiantum cuneatiforme ingår i släktet Adiantum och familjen Pteridaceae. Inga underarter finns listade.